# Danielle Darras
Danielle Darras (ur. 22 grudnia 1943 w Carency, zm. 7 czerwca 2009 w Liévin) – francuska działaczka związkowa, samorządowa i polityk posłanka do Parlamentu Europejskiego (1994–2004).

## Życiorys
Była etatową działaczką związkową w ramach Francuskiej Demokratycznej Konfederacji Pracy (CFDT). Od początku lat 80. związana z samorządem miasta Liévin, od 1983 pełniła funkcję zastępcy mera tej miejscowości. W latach 1982–1985 oraz 1992–1998 była radną departamentu Pas-de-Calais.
W wyborach w 1994 i w 1999 z ramienia Partii Socjalistycznej uzyskiwała mandat deputowanej do Parlamentu Europejskiego V kadencji. Należała do grupy socjalistycznej, pracowała w Komisji Polityki Regionalnej, Transportu i Turystyki. W PE zasiadała do 2004. Po 2002 nie kandydowała w żadnych wyborach, jedynie w 2007 zgodziła się wystartować jako zastępca poselski Jeana-Pierre'a Kucheidy. W 2008 odznaczona Legią Honorową.